# Luke O’Neill
Luke Marcus O’Neill (ur. 20 sierpnia 1991 w Slough) – angielski piłkarz występujący na pozycji obrońcy w Burnley.